# Anabasitte rousse
Margarornis rubiginosus
Espèce
Répartition géographique
Statut de conservation UICN

 LC  : Préoccupation mineure
L‘Anabasitte rousse (Margarornis rubiginosus) est une espèce de passereaux de la famille des Furnariidae.
Cet oiseau est endémique de la cordillère de Talamanca (Costa Rica et Panama).